# Гидроксид цезия
Гидроксид цезия (CsOH) — химическое соединение, содержащее атом цезия и гидроксильную группу.

## Свойства
Гидроксид цезия — сильнейшее основание (щёлочь), на порядок сильнее, чем все остальные гидроксиды щелочных металлов (намного сильнее, чем едкий калий или едкий натрий). Водные растворы гидроксида цезия обладают сильнейшей электропроводностью, так как это одно из самых диссоциирующих веществ, ввиду очень лёгкого отщепления иона Cs+.
В отличие от всех предыдущих гидроксидов щелочных металлов, он не бесцветный, а имеет грязный желто-серый вид, напоминающий вареный куриный желток.
Растворы гидроксида цезия интенсивно разрушают стекло при комнатной температуре, поэтому при работе с этим соединением не используют стеклянную посуду — вместо стеклянной используется полиэтиленовая или тефлоновая посуда. Расплавы гидроксида цезия разрушают практически все металлы, медленно разрушают серебро и золото (но в присутствии кислорода или даже на воздухе — очень быстро). Единственным металлом, устойчивым в расплаве гидроксида цезия, является родий и некоторые его сплавы.
Будучи очень реакционноспособным веществом, гидроксид цезия имеет экстремально высокую гигроскопичность. Гидроксид цезия, который используется в лабораториях, как правило, является гидратом.

## Получение
Гидроксид цезия можно получить с помощью реакции металлического цезия (или его оксидов) с водой:
{\displaystyle {\mathsf {2Cs+2H_{2}O\rightarrow 2CsOH+H_{2}}}}
Эта реакция протекает даже со льдом при температуре в −120 °C. На воздухе цезий моментально окисляется, поэтому при проведении реакции вне вакуума или атмосферы инертного газа речь идёт скорее о реакции оксидов цезия (Cs2O). Реакция же протекает со взрывом, достаточным, чтобы разорвать колбу, в которой она протекает, поэтому эту реакцию проводят с очень высокими мерами предосторожности.

## Использование
На практике гидроксид цезия обычно используется не часто, в основном как добавка к щелочным электролитам аккумуляторов, работающих при низких температурах.